# 尿道口
尿道口（にょうどうこう、英: Urinary meatus）とは、泌尿器に分類される器官の一部で、尿道の開口部の名称である。外尿道口（がいにょうどうこう）とも呼ばれる。男性の場合は射精時に精液を放出するので、生殖器の一部にも分類される。
膀胱から伸びる尿の出口に位置し、女性は陰核と膣口の間、男性は陰茎亀頭の先端に開口している。

## 形状
尿道口の形状は、男性と女性とで大きく異なる。男性の尿道口は排尿の他、射精にも用いられるため、穴自体は女性に比べて大きく縦に切れ目の入ったような形状をしている。陰茎亀頭の先端に開口している。割礼を受けていない陰茎では勃起していない限り、包皮に覆われ保護されている。放尿する際は包皮との間に尿が溜まるのを避けるために、包皮を後方へ引っ張り尿道口を露出して排尿するのが一般的である。
女性の尿道口は排尿にしか使わない場合が殆どであるため、男性と比べるとかなり小さい。通常は直径1mmにも満たない穴で、膣前庭の中央に開口している。普段は陰唇（小陰唇と大陰唇）に隠れており見えにくい状態にある。脚を大きく開き手で陰唇を左右に拡げることで、クリトリスと膣口の間から確認できる。但し陰毛で隠れている女性もいる。

## 泌尿器としての尿道口

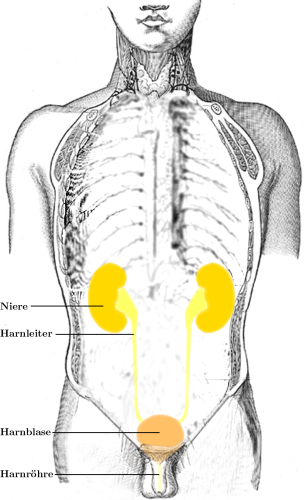
ヒトの泌尿器の全体構成

腎臓で血液から製造された尿は、尿管を経て膀胱に蓄積される。そして排尿時に尿道を通り、尿道口から排出される。
男女問わず基本的にヒトが排尿をするときは、手を使うか体勢を変えるなどして周囲の肉や皮膚を引っ張り、尿道口が露出している状態のまま尿を射出する。これは、吹き出した尿が足や衣服にかかったり辺りに飛び散ることなくまっすぐ放出させたり、尿の出口が狭まり出るスピードが遅くなるのを防ぐなど、スムーズに排尿をするために行われる。
男性の排尿を外から眺めると、尿道口から出た尿が180度回転しているように見える事がある。これは尿道の管が陰茎内部でよじれているために起こる。
尿道口から病原菌が侵入すると、尿道の粘膜に感染して尿道炎を起こす事がある。とりわけ、女性の場合尿道口と肛門の距離が近いため、雑菌が侵入しやすく、尿道口付近を男性以上に清潔に保つことが求められる。
排尿を終えた尿道口には男女とも残尿が残るが、男性の場合残尿が残る箇所は陰茎亀頭の先端部分に限られ、付着量も少ないため、包皮を剥きながら陰茎を小刻みに振る程度で充分である。
一方、女性の場合前述のとおりより高い衛生状態が求められるにも関わらず、尿道口より外側に陰唇や陰毛が存在することから、男性よりも残尿が広範囲につきやすく、量も多い傾向がある。加えて残尿の付着箇所が凸部になっておらず、付近に陰核、小陰唇などが複雑に存在するため、男性のように振り落とすことは不可能である。このため、排尿を終えてから下着を着用するまでの間に、トイレットペーパーを使用して残尿を拭いとるか、ビデなどで洗い流す必要がある。トイレのない環境での野外での用足しなど、トイレットペーパーが手に入らない状況であれば局部に残尿を残したまま下着を着用することもあるが、悪臭や尿路感染症の予防の観点から可能な限りティッシュペーパーなどを持参して後始末を行うことが望ましい。

## 生殖器としての尿道口

### 男性の場合

射精の模型

性的に興奮し陰茎を勃起させた男性は、自身の手で性器を刺激することによって性的快感を発生させ、気持ち良いと感じる。やがて快感が高まると、男性は反射反応を抑えることが出来なくなる。すると尿道口から精液を放出し始め、絶頂的な快感（オーガズム）を覚える。つまりはオナニーを行い、射精を促しているのである。
上述のようなオナニーやセックス、あるいは睡眠中に起こる夢精によって射精をする際、尿道口は体外、または女性の膣に対して精液が放出される出口に相当する。
女性とのコンドームを使用しないセックスの中で起こる膣内射精の場合、男性の尿道口を最後に女性の膣内へ精液が送り出される。その中の精子が女性の卵子に受精することで、新たな生命が誕生する。逆に性欲を処理等が目的で行われるオナニーや膣外射精、またはコンドームを使用したセックスでは、パートナーの女性の膣へは入らないため、その場合は精子が体外に出た後に処分される（体外受精等のための精液採取は除く）。
性的興奮時
男性が性的興奮を起こすと、尿道で尿道球腺液（カウパー液）が分泌される。これは陰茎を膣へ挿入する時の潤滑油としての役割や、精子への負担軽減の効果があると考えられている。陰茎が勃起することで、尿道内の圧力により尿道口から滴るように放出される。快感に耐え、射精を我慢している様子から「ガマン汁」とも呼ばれる。
射精時
陰茎を勃起させると、精液が膀胱へ逆流するのを防ぐために膀胱周辺の内尿道括約筋が収縮し、尿の出口が塞がれる。同時に精巣で作られた精子が精管、前立腺を通過する。陰嚢からの分泌物と混合して精液となったのちに、外尿道括約筋が収縮し外尿道括約筋だけが緩むことで精液が押し出され、尿道口から射精される（同時に性的快感の最高点であるオーガズムに至る）。
なお、まだ精通を迎えていない男児は、オーガズムに達しても射精しないドライオーガズムに至るため、尿道口の働きは存在しない。

### 女性の場合
女性の尿道口について、通常の性行為には用いないので、生殖器とは呼べない器官である。しかし、性行為中の役割が全く存在しないわけでもない。
セックスやオナニーの際、女性がクリトリスや膣内を刺激することにより、オーガズムにいたる。絶頂中は刺激を行わず快感に集中する女性が多いが、絶頂中もなお性感帯を刺激し女性器への性的快感を与え続けると、尿道口から液体を噴射する潮吹きという現象が起こることがある。放射される液体は尿と同様の成分であるため、実質的には排尿であるが、色は透明、又は薄い黄色であることが多い。潮吹きによって得られる快感は個人によってまちまちであり、全く気持ち良いとは感じない女性もいる。
性行為中の激しい快感による失禁とは異なる。潮を全く吹かない女性もいる。
潮吹きはアダルトビデオ等アダルト業界では重要なコンテンツの1つに分類され、それゆえ本来泌尿器である女性の尿道・尿道口も性的部位のイメージが定着している。潮吹きができる男性も存在する。

## 性感帯
男女問わず、性感帯の一つとして数えられることもある。
尿道口から性的に快感を得る方法としては「尿道口内部や穴付近を軽く刺激する」「尿道口から異物を挿入し、尿道内を刺激する」などが挙げられる。オナニーとして自ら弄る、もしくはSMプレイなどで相手に弄られる等で快感が得られる。
男性がこの方法でオナニーをすると、射精による開放感のような快感とは異なる内部から湧き上がるような性的快感を感じ、ドライオーガズム（メスイキ）に至る。
女子の場合、シャワーやビデ、トイレットペーパー等による尿道口付近への刺激が偶発的に性感を引き起こす場合があるが、これは尿道口至近に陰核が存在するために、尿道口に触れているつもりで誤って陰核に触れたものであることがほとんどである。